# Itzgrund
Itzgrund – miejscowość i gmina w Niemczech, w kraju związkowym Bawaria, w rejencji Górna Frankonia, w regionie Oberfranken-West, w powiecie Coburg. Leży około 15 km na południe od Coburga, nad rzeką Itz, przy drodze B4.

## Dzielnice
W skład gminy wchodzą następujące dzielnice: 
- Gleußen
- Herreth
- Kaltenbrunn
- Kaltenherberg
- Lahm/Pülsdorf
- Schottenstein
- Welsberg

## Zabytki i atrakcje
- barokowy pałac oraz kościół św. Trójcy (Hl. Dreieinigkeit) w dzielnicy Lahm/Pülsdorf
- poczta oraz kościół ewangelicki w dzielnicy Gleußen

## Współpraca
Miejscowości partnerskie:
- Merkendorf, Austria (kontakty utrzymuje dzielnica Merkendorf)
- Merkendorf, Bawaria (kontakty utrzymuje dzielnica Merkendorf)
- Merkendorf – dzielnica gminy Memmelsdorf, Bawaria (kontakty utrzymuje dzielnica Merkendorf)
- Merkendorf – dzielnica gminy Schashagen, Szlezwik-Holsztyn (kontakty utrzymuje dzielnica Merkendorf)
- Merkendorf, Turyngia (kontakty utrzymuje dzielnica Merkendorf)

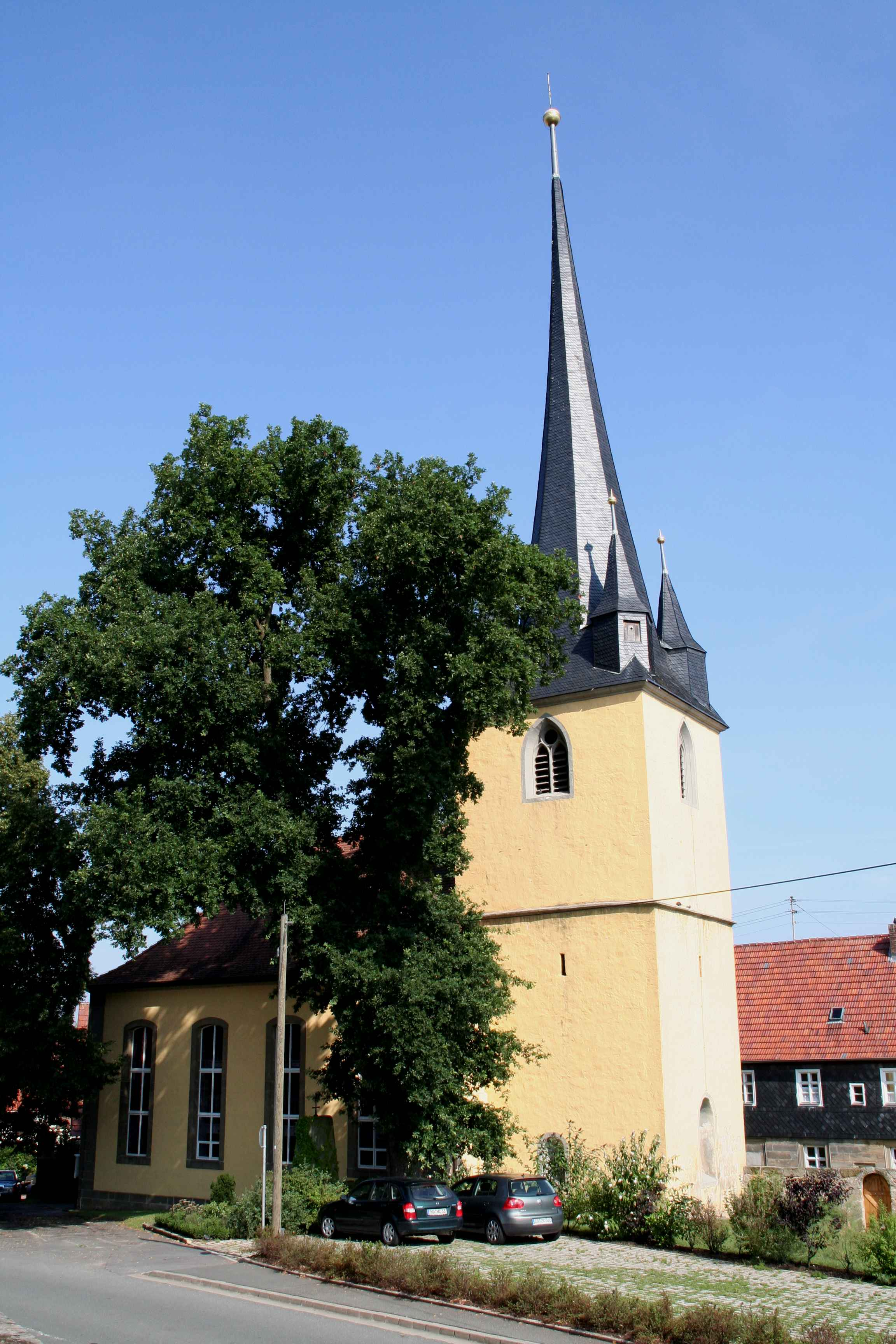
Ewangelicki kościół w dzielnicy Gleußen